# Irina Falconi
Irina Falconi (Portoviejo, Ecuador, 1990. május 4. –) amerikai hivatásos teniszezőnő.
2010-ben kezdte profi pályafutását. Egyéniben egy WTA-tornát nyert meg, emellett egyéniben hat, párosban három ITF-versenyen diadalmaskodott. Az egyéni világranglistán az eddigi legjobb helyezése egyéniben a 63. volt, amelyet 2016. május 23-án ért el, párosban a 70. helyen állt 2013. június 10-én.
A Grand Slam-tornákon egyéniben a 3. körig jutott a 2011-es US Openen és a 2015-ös Roland Garroson. A Pán-amerikai játékokon 2011-ben egyéniben arany-, párosban ezüstérmet szerzett.

## WTA-döntői

### Egyéni

#### Győzelmei (1)
| Összesítés           |                        |
| Grand Slam-torna (0) |                        |
| Tier I (0)           | Premier Mandatory* (0) |
| Tier II (0)          | Premier Five* (0)      |
| Tier III (0)         | Premier* (0)           |
| Tier IV (0)          | International* (1)     |
| Tier V (0)           | Challenger* (0)        |

* 2009-től megváltozott a tornák rendszere. Challenger tornákat 2012-től rendeznek.
 Az egymás mellett azonos színnel jelölt tornatípusok között nincs teljes mértékű megfelelés.
| No. | Dátum             | Helyszín                          | Borítás | Ellenfél a döntőben   | Eredmény a döntőben | Eredmény a döntőben |
| 1.  | 2016. április 17. | Copa Colsanitas, Bogotá, Kolumbia | Salak   | Sílvia Soler Espinosa | 6–2, 2–6, 6–4       |                     |

### Páros

#### Elveszített döntői (3)
| No. | Dátum               | Helyszín                                             | Borítás | Partner            | Ellenfél a döntőben                          | Eredmény a döntőben | Eredmény a döntőben |
| 1.  | 2012. augusztus 3.  | Citi Open, Washington, Amerikai Egyesült Államok     | Kemény  | Chanelle Scheepers | Aojama Suko Csang Kaj-csen                   | 5–7, 2–6            |                     |
| 2.  | 2012. augusztus 24. | Texas Tennis Open, Dallas, Amerikai Egyesült Államok | Kemény  | Līga Dekmeijere    | Marina Eraković Heather Watson               | 3–6, 0–6            |                     |
| 3.  | 2015. április 19.   | Copa Colsanitas, Bogotá, Kolumbia                    | Salak   | Shelby Rogers      | Paula Cristina Gonçalves Beatriz Haddad Maia | 3–6, 6–3, [6–10]    |                     |

## ITF döntői

### Egyéni: 14 (6–8)
| $100,000 torna |
| $75,000 torna  |
| $50,000 torna  |
| $25,000 torna  |
| $10,000 torna  |

| Eredmény | No. | Dátum                | Torna                                                | Borítás | Ellenfél             | Eredmény         |
| -------- | --- | -------------------- | ---------------------------------------------------- | ------- | -------------------- | ---------------- |
| Döntős   | 1.  | 2007. május 1.       | Los Mochis, Mexikó                                   | Kemény  | Maria Fernanda Alves | 6–2, 6–0         |
| Győztes  | 1.  | 2007. május 28.      | Monterrey, Mexikó                                    | Kemény  | Courtney Nagle       | 2–6, 6–3, 6–4    |
| Győztes  | 2.  | 2009. július 13.     | Atlanta, Amerikai Egyesült Államok                   | Kemény  | Jennifer Elie        | 6–0, 6–4         |
| Győztes  | 3.  | 2009. július 27.     | St. Joseph, Missouri, Amerikai Egyesült Államok      | Kemény  | Caitlin Whoriskey    | 6–3, 6–3         |
| Győztes  | 4.  | 2010. július 12.     | Atlanta, Amerikai Egyesült Államok                   | Kemény  | Allie Will           | 6–1, 6–4         |
| Döntős   | 2.  | 2010. október 18.    | Rock Hill, Dél-Karolina, Amerikai Egyesült Államok   | Kemény  | Camila Giorgi        | 6–3, 6–4         |
| Döntős   | 3.  | 2011. február 7.     | Midland, Michigan, Amerikai Egyesült Államok         | Kemény  | Lucie Hradecká       | 6–4, 6–4         |
| Döntős   | 4.  | 2012. április 29.    | Charlottesville, Virginia, Amerikai Egyesült Államok | Salak   | Melanie Oudin        | 7-6(0), 3-6, 1-6 |
| Döntős   | 5.  | 2013. október 6.     | Perth, Ausztrália                                    | Kemény  | Arina Rodionova      | 5–7, 4–6         |
| Döntős   | 6.  | 2013. október 13.    | Margaret River, Ausztrália                           | Kemény  | Anett Kontaveit      | 2–6, 4–6         |
| Döntős   | 7.  | 2014. szeptember 21. | Albuquerque, Új-Mexikó, Amerikai Egyesült Államok    | Kemény  | Ana Tatisvili        | 2–6, 4–6         |
| Győztes  | 5.  | 2014. november 2.    | New Braunfels, Texas, Amerikai Egyesült Államok      | Kemény  | Jennifer Brady       | 7–6(3), 6–2      |
| Döntős   | 8.  | 2015. február 7.     | Burnie, Ausztrália                                   | Kemény  | Daria Gavrilova      | 5–7, 5–7         |
| Győztes  | 6.  | 2017. szeptember 24. | Tampico, Mexikó                                      | Kemény  | Louisa Chirico       | 7–5, 6–7(3), 6–1 |

### Páros: 14 (3–11)
| Eredmény | No. | Dátum                | Torna                                                | Borítás | Partner         | Ellenfél a döntőben                        | Eredmény            |
| Győztes  | 1.  | 2009. július 27.     | St. Joseph, Missouri, Amerikai Egyesült Államok      | Kemény  | Ashley Weinhold | Chelsea Orr Caitlin Whoriskey              | 6–4, 7–6(6)         |
| Döntős   | 2.  | 2010. július 12.     | Atlanta, Amerikai Egyesült Államok                   | Kemény  | Maria Sanchez   | Kristy Frilling Julia Glushko              | 2–6, 6–2, 4–6       |
| Döntős   | 3.  | 2010. augusztus 7.   | Vancouver, Kanada                                    | Kemény  | Amanda Fink     | Csang Kaj-csen Heidi El Tabakh             | 6–3, 3–6, [4–10]    |
| Döntős   | 4.  | 2010. szeptember 27. | Las Vegas, Amerikai Egyesült Államok                 | Kemény  | Maria Sanchez   | Lindsay Lee-Waters Megan Moulton-Levy      | 6–1, 5–7, 4–6       |
| Döntős   | 5.  | 2010. október 4.     | Kansas City, Amerikai Egyesült Államok               | Kemény  | Lauren Albanese | Julie Ditty Abigail Spears                 | 2–6, 6–4, 4–6       |
| Döntős   | 6.  | 2011. február 13.    | Midland, Amerikai Egyesült Államok                   | Kemény  | Alison Riske    | Jamie Hampton Ana Tatisvili                | játék nélkül        |
| Döntős   | 7.  | 2012. szeptember 17. | Albuquerque, Új-Mexikó, Amerikai Egyesült Államok    | Kemény  | Maria Sanchez   | Yasmin Schnack Asia Muhammad               | 2–6, 6–1, [10–12]   |
| Döntős   | 8.  | 2013. április 15.    | Dothan, Alabama, Amerikai Egyesült Államok           | Kemény  | Maria Sanchez   | Julia Cohen Tatjana Maria                  | 4–6 6–4 [9–11]      |
| Döntős   | 9.  | 2013. május 19.      | Prága, Csehország                                    | Salak   | Eva Hrdinová    | Renata Voráčová Barbora Záhlavová-Strýcová | 4–6, 0–6            |
| Döntős   | 10. | 2013. július 8.      | Yakima, Washington, Amerikai Egyesült Államok        | Kemény  | Naomi Broady    | Jan Abaza Allie Will                       | 5–7, 6–3, [3–10]    |
| Győztes  | 11. | 2013. július 15.     | Portland, Oregon, Amerikai Egyesült Államok          | Kemény  | Nicole Melichar | Sanaz Marand Ashley Weinhold               | 4–6, 6–3, [10–8]    |
| Döntős   | 12. | 2014. március 24.    | Osprey, Florida, Amerikai Egyesült Államok           | Salak   | Eva Hrdinová    | Hszie Su-jing Fudzsivara Rika              | 3–6, 7–6(5), [4–10] |
| Döntős   | 13. | 2014. április 21.    | Charlottesville, Virginia, Amerikai Egyesült Államok | Salak   | Maria Sanchez   | Asia Muhammad Taylor Townsend              | 3–6, 1–6            |
| Győztes  | 14. | 2015. február 8.     | Burnie, Tasmánia, Ausztrália                         | Kemény  | Petra Martić    | Han Hszin-jün Namigata Junri               | 6–2, 6–4            |

## Eredményei Grand Slam-tornákon

### Egyéni
| Grand Slam | Australian Open | Australian Open | Roland Garros  | Roland Garros      | Wimbledon      | Wimbledon         | US Open        | US Open          |
| Év         | Eredmény        | Utolsó ellenfél | Eredmény       | Utolsó ellenfél    | Eredmény       | Utolsó ellenfél   | Eredmény       | Utolsó ellenfél  |
| 2010       | –               | –               | –              | –                  | –              | –                 | 1. kör         | Flavia Pennetta  |
| 2011       | 1. kör          | A Klejbanova    | 1. kör         | Gisela Dulko       | 1. kör         | Stéphanie Dubois  | 3. kör         | Sabine Lisicki   |
| 2012       | 1. kör          | Alberta Brianti | 2. kör         | Samantha Stosur    | 1. kör         | V Azaranka        | 1. kör         | Olga Pucskova    |
| 2013       | Selejtező (Q2)  | Selejtező (Q2)  | Selejtező (Q3) | Selejtező (Q3)     | Selejtező (Q3) | Selejtező (Q3)    | Selejtező (Q1) | Selejtező (Q1)   |
| 2014       | 2. kör          | J Makarova      | Selejtező (Q1) | Selejtező (Q1)     | Selejtező (Q3) | Selejtező (Q3)    | Selejtező (Q2) | Selejtező (Q2)   |
| 2015       | 2. kör          | Madison Brengle | 3. kör         | Julia Görges       | 1. kör         | Karolína Plíšková | 2. kör         | Venus Williams   |
| 2016       | 2. kör          | Roberta Vinci   | 2. kör         | Pauline Parmentier | 1. kör         | Marina Eraković   | 1. kör         | Çağla Büyükakçay |
| 2017       | 2. kör          | Nicole Gibbs    | Selejtező (Q1) | Selejtező (Q1)     | 1. kör         | Angelique Kerber  | Selejtező (Q1) | Selejtező (Q1)   |
| 2018       | 1. kör          | Daria Gavrilova | Selejtező (Q1) | Selejtező (Q1)     | Selejtező (Q2) | Selejtező (Q2)    | Selejtező (Q1) | Selejtező (Q1)   |
| 2019       | –               | –               | –              | –                  | –              | –                 | –              | –                |
| 2020       | Selejtező (Q1)  | Selejtező (Q1)  | –              | –                  | elmaradt       | elmaradt          | –              | –                |
| 2021       | –               | –               | –              | –                  | –              | –                 | –              | –                |
| 2022       | –               | –               | –              | –                  | –              | –                 | –              | –                |
| 2023       | –               | –               | –              | –                  | Selejtező (Q1) | Selejtező (Q1)    |                |                  |

### Páros
| Grand Slam | Australian Open          | Australian Open                     | Roland Garros         | Roland Garros                    | Wimbledon                 | Wimbledon                             | US Open                 | US Open                         |
| Év         | Eredmény Partner         | Utolsó ellenfél                     | Eredmény Partner      | Utolsó ellenfél                  | Eredmény Partner          | Utolsó ellenfél                       | Eredmény Partner        | Utolsó ellenfél                 |
| 2011       | –                        | –                                   | –                     | –                                | –                         | –                                     | 1. kör Gallovits-Hall E | A Bondarenko K Bondarenko       |
| 2012       | 1. kör Rebecca Marino    | Gisela Dulko Flavia Pennetta        | –                     | –                                | 2. kör Chanelle Scheepers | Agnieszka Radwańska Urszula Radwańska | 2. kör Maria Sanchez    | M Kirilenko Nagyja Petrova      |
| 2013       | 2. kör Aojama Suko       | Cara Black Anastasia Rodionova      | 1. kör M Jugić-Salkić | Hszie Su-vej Peng Suaj           | 1. kör Tatjana Maria      | Jana Čepelová O Kalasnikova           | –                       | –                               |
| 2014       | –                        | –                                   | –                     | –                                | –                         | –                                     | 1. kör Ana Tatisvili    | Date Kimiko Barbora Strýcová    |
| 2015       | 1. kör Petra Martić      | A Medina Garrigues J Svedova        | –                     | –                                | 1. kör Daria Gavrilova    | Anastasia Rodionova Arina Rodionova   | 1. kör Ana Tatisvili    | Sara Errani Flavia Pennetta     |
| 2016       | 2. kör Varvara Lepchenko | A Medina Garrigues A Parra Santonja | 1. kör Mónica Puig    | Andrea Hlaváčková Lucie Hradecká | 1. kör Nicole Gibbs       | Elise Mertens A-S Mestach             | –                       | –                               |
| 2017       | –                        | –                                   |                       |                                  |                           |                                       | 1. kör Kristie Ahn      | Sorana Cîrstea S Sorribes Tormo |

## Év végi világranglista-helyezései
| Év     | 2006  | 2007 | 2008 | 2009 | 2010 | 2011 | 2012 | 2013 | 2014 | 2015 | 2016 | 2017 | 2018 | 2019 | 2020 | 2021 | 2022 |
| Egyéni | 1054. | 475. | 761. | 468. | 217. | 80.  | 148. | 146. | 114. | 73.  | 99.  | 129. | 270. | 702. | 326. | 492. | –    |
| Páros  | –     | 686. | 633. | −    | 257. | 355. | 82.  | 95.  | 153. | 123. | 346. | 214. | 359. | –    | 919. | –    | –    |